# Mamba-verde-oriental
A mamba-verde-oriental ou mamba-comum (Dendroaspis angusticeps) é uma cobra arborícola venenosa e diurna, nativa do sudeste de África. As mambas-verdes-orientais são os menores membros do gênero das mambas, medindo cerca de 1, 8m, com relatos de espécimes que chegaram aos 3, 7m. São verdes, brilhantes, compridas e finas.

## Alimentação
Alimentam-se principalmente de aves jovens, ovos de aves e pequenos mamíferos. Mambas jovens podem ocasionalmente alimentar-se outros répteis, tais como camaleões.

## Distribuição
Os espécimes podem ser encontrados em florestas principalmente perto da costa que se estende desde o Cabo Oriental na África do Sul, passando por Moçambique e pela Tanzânia, até ao sudeste do Quénia, e indo para o interior até ao sul do Malawi e leste do Zimbabwe.